# Moloundou
Moloundou est une commune du Cameroun située dans la région de l'Est et le département du Boumba-et-Ngoko, à la frontière avec la république du Congo, la République Centrafricaine et le Gabon.
L'agriculture (précisément la culture du cacao), la pêche et la chasse sont les principales activités pratiquées.
On y trouve deux parcs nationaux : le parc national de Lobéké et le parc national de Nki.
Le climat est équatorial à quatre saisons : deux saisons sèches et deux saisons pluvieuses.
Les langues parlées sont : le baka, le bakwele, le sanga-sanga et le bangad.

## Population
Lors du recensement de 2005, la commune comptait 18 174 habitants, dont 4 420 pour Moloundou Ville.
Moloundou est une ville à langues et ethnies diversifiées. Elle est essentiellement constituée des Pygmées et des Bantous qui se repartissent dans la ville. Les langues parlées sont le bakwele, le baka, le bangando et le sangasanga[réf. nécessaire].

## Structure administrative de la commune
Outre Moloundou proprement dit, la commune comprend les localités suivantes :
- Adjala ;
- Banana ;
- Dioula ;
- Kika ;
- Legoué ;
- Makoka I ;
- Makoka II ;
- Mambelé ;
- Mbangoye I ;
- Mbangoye II ;
- Mbateka ;
- Mindjeyi ;
- Mingombé ;
- Mongokelé ;
- Nguilili I ;
- Nguilili II ;
- Socambo ;
- Tembé ;
- Yenga

## Urbanisme et services publics
La localité dispose d'une centrale électrique isolée exploitée par Enéo d'une capacité installée de 570 kW construite en 1983.